# Мангольд, Хильда
Хильда Мангольд (20 октября 1898 — 4 сентября 1924) (урождённая Прёсхольд [Proescholdt]) — немецкий эмбриолог, признание научного сообщества и известность получила за диссертационную работу 1923 года. Диссертация Мангольд стала основой для последующих работ её ментора Ханса Шпемана. В 1935 Шпеман стал лауреатом Нобелевской премии в области физиологии и медицины за открытие эмбриональных организаторов и явления эмбриональной индукции.
Экспериментальная работа Мангольд является «одной из немногих докторских диссертаций по биологии, результаты которой непосредственно легли в основу для награждения Нобелевской премией». Обнаруженный Мангольд эффект эмбриональной индукции состоит в способности отдельной группы клеток эмбриона направлять траекторию развития других клеток. В современной биологии развития эмбриональная индукция остаётся фундаментальной концепцией и темой для новых исследований.

## Биография
Хильда Прёсхольд родилась в городе Гота (Тюрингия) 20 октября 1898 года. Была средней дочерью владельца мыловаренного завода Эрнста Прёсхольда и его жены Гертруды. Хильда училась в университете Йены в течение двух семестров 1918 и 1919 годов. Затем перевелась в университет Франкфурта, где она также провела два семестра. Именно здесь она впервые услышала лекцию известного эмбриолога Ханса Шпемана, посвященную экспериментальной эмбриологии. Эта лекция вдохновила её продолжить образование в этой области. После Франкфурта она была принята в Зоологический институт во Фрейбурге. Здесь она знакомится со своим будущим мужем — зоологом Отто Мангольдом, который был главным помощником Шпемана и сторонником нацистской партии. Под руководством Шпемана в 1923 году Мангольд закончила диссертацию, озаглавленную: «Индукция эмбриональных зачатков при имплантации организаторов от разных видов» («Über Induktion von Embryonalanlagen durch Implantation artfremder Organisatoren»).
После получения степени доктора философии по зоологии Хильда переехала с мужем и маленьким сыном Кристианом в Берлин. Вскоре после переезда Хильда погибла из-за тяжелых ожогов, полученных в результате взрыва газового обогревателя в своём берлинском доме. Хильда Мангольд не дожила до публикации своих результатов диссертации. Её сын, Кристиан Мангольд, погиб во Второй мировой войне.

## Важнейшие эксперименты
Мангольд провела изящные и сложные эксперименты с трансплантацией частей эмбрионов. Её работа впечатляет ещё и тем, что тонкие хирургические операции проводились до начала эры антибиотиков, служащих для предотвращения послеоперационной инфекции. Мангольд продемонстрировала, что ткани из дорсальной губы бластопора привитые эмбриону, способны инициировать образование дополнительной оси тела. В результате таких экспериментов образовывались сиамские близнецы.
Особенно важно отметить, что используя два вида тритонов с разным цветом кожи донора и акцептора, Мангольд показала, что эмбриональный организатор земноводных формируют дополнительную ось не из собственного клеточного материала, а инициирует образование дополнительной оси из материала эмбриона акцептора. Полное осознание результатов экспериментов Мангольд для формирования теории биологии развития пришло после её трагической гибели.
Таким образом, работы Хильды Мангольд и Ханса Шпемана послужили основанием для формирования представлений об «эмбриональных организаторах» или индукторах. В частности, было показано существование первичного эмбрионального индуктора — дорсальной губы бластопора — обеспечивающей гаструляцию.